# Science-Fiction-Filme der 1940er Jahre
Die Liste der Science-Fiction-Filme der 1940er Jahre gibt einen chronologischen Überblick über Kino- und abendfüllende TV-Produktionen, die im Zeitraum von 1940 bis 1949 in diesem Genre gedreht wurden. Bei der Nutzung ist zu beachten, dass ein Großteil der aufgeführten Filme sich mit artverwandten Genres aus dem Bereich der Phantastik wie Horror und Fantasy überschneidet, aber auch Komödie. Die Liste erhebt keinen Anspruch auf Vollständigkeit. Die Titel entsprechen im Fall verschiedener Benennungen dem Wikipedia-Lemma, die Namen der Regisseure der im jeweiligen Film angegebenen Form.
Die Titelauswahl entspricht den auf der Hauptseite Liste von Science-Fiction-Filmen präsentierten Forschungsansätzen von Ronald M. Hahn und Volker Jansen (Lexikon des Science Fiction-Films) und Thomas Koebner (Filmgenres: Science Fiction). Sammelquellen wie epd Film, Filmdienst und IMDb dienen als zusätzliche Orientierungshilfe, sind den genre-basierten Fachwerken jedoch thematisch unterstellt.

## 1940
| Titel                                                  | Regie                | Produktionsland    |
| ------------------------------------------------------ | -------------------- | ------------------ |
| Dr. Zyklop Dr. Cyclops                                 | Ernest B. Schoedsack | Vereinigte Staaten |
| Flash Gordon Conquers the Universe                     | Ford Beebe           | Vereinigte Staaten |
| Schwarzer Freitag Black Friday                         | Arthur Lubin         | Vereinigte Staaten |
| Son of Ingagi                                          | Richard C. Kahn      | Vereinigte Staaten |
| Die unsichtbare Frau The Invisible Woman               | A. Edward Sutherland | Vereinigte Staaten |
| Der Unsichtbare kehrt zurück The Invisible Man Returns | Joe May              | Vereinigte Staaten |
| Weltraumschiff I startet                               | Anton Kutter         | Deutsches Reich    |

## 1941
| Titel                                  | Regie                        | Produktionsland    |
| -------------------------------------- | ---------------------------- | ------------------ |
| Adventures of Captain Marvel           | William Witney, John English | Vereinigte Staaten |
| Arzt und Dämon Dr. Jekyll and Mr. Hyde | Victor Fleming               | Vereinigte Staaten |
| The Devil Commands                     | Edward Dmytryk               | Vereinigte Staaten |
| Superman                               | Dave Fleischer               | Vereinigte Staaten |

## 1942
| Titel                                               | Regie          | Produktionsland    |
| --------------------------------------------------- | -------------- | ------------------ |
| Frankenstein kehrt wieder The Ghost of Frankenstein | Erle C. Kenton | Vereinigte Staaten |
| King of the Mounties                                | William Witney | Vereinigte Staaten |
| Der unsichtbare Agent Invisible Agent               | Edwin L. Marin | Vereinigte Staaten |

## 1943
| Titel                                                                 | Regie             | Produktionsland    |
| --------------------------------------------------------------------- | ----------------- | ------------------ |
| Batman und Robin The Batman                                           | Lambert Hillyer   | Vereinigte Staaten |
| Frankenstein trifft den Wolfsmenschen Frankenstein Meets the Wolf Man | Roy William Neill | Vereinigte Staaten |

## 1944
| Titel                                                   | Regie                       | Produktionsland    |
| ------------------------------------------------------- | --------------------------- | ------------------ |
| Captain America                                         | Elmer Clifton, John English | Vereinigte Staaten |
| Frankensteins Haus House of Frankenstein                | Erle C. Kenton              | Vereinigte Staaten |
| The Lady and the Monster                                | George Sherman              | Vereinigte Staaten |
| Der Unsichtbare nimmt Rache The Invisible Man's Revenge | Ford Beebe                  | Vereinigte Staaten |

## 1945
| Titel                      | Regie                 | Produktionsland    |
| -------------------------- | --------------------- | ------------------ |
| The Purple Monster Strikes | Spencer Gordon Bennet | Vereinigte Staaten |

## 1946
| Titel                                         | Regie                           | Produktionsland    |
| --------------------------------------------- | ------------------------------- | ------------------ |
| The Flying Serpent                            | Sam Newfield                    | Vereinigte Staaten |
| Der Mann mit der Totenmaske The Crimson Ghost | Fred C. Brannon, William Witney | Vereinigte Staaten |

## 1948
| Titel                                                                          | Regie                 | Produktionsland    |
| ------------------------------------------------------------------------------ | --------------------- | ------------------ |
| Abbott und Costello treffen Frankenstein Abbott and Costello Meet Frankenstein | Charles Barton        | Vereinigte Staaten |
| Chemie und Liebe                                                               | Arthur Maria Rabenalt | Deutschland        |
| Der Herr vom andern Stern                                                      | Heinz Hilpert         | Deutschland        |

## 1949
| Titel                                                                                 | Regie                              | Produktionsland    |
| ------------------------------------------------------------------------------------- | ---------------------------------- | ------------------ |
| Batman and Robin                                                                      | Spencer Gordon Bennet              | Vereinigte Staaten |
| Bruce Gentry – Daredevil of the Skies                                                 | Spencer Gordon Bennet, Thomas Carr | Vereinigte Staaten |
| Die Herrin von Atlantis Siren of Atlantis                                             | Gregg G. Tallas                    | Vereinigte Staaten |
| Der König der Raketenmänner King of the Rocket Men                                    | Fred C. Brannon                    | Vereinigte Staaten |
| Panik um King Kong Mighty Joe Young                                                   | Ernest B. Schoedsack               | Vereinigte Staaten |
| Ritter Hank, der Schrecken der Tafelrunde A Connecticut Yankee in King Arthur's Court | Tay Garnett                        | Vereinigte Staaten |